# Брунненмайер, Рудольф
Рудо́льф Брунненма́йер (нем. Rudolf Brunnenmeier; 11 февраля 1941 — 18 апреля 2003) — немецкий футболист, становившийся лучшим бомбардиром Бундеслиги. Он сыграл пять матчей за сборную ФРГ, на клубном уровне большую часть карьеры провёл в «Мюнхен 1860», во времена «золотого века» клуба в 1960-х.

## Биография

### «Мюнхен 1860»
С 1960 по 1968 год Брунненмайер играл за «Мюнхен 1860». Первоначально с 1960 по 1963 год клуб находился в Оберлиге Юг, одном из пяти высших немецких дивизионов. В 1963 году клуб выиграл лигу, став чемпионом Южной Германии и выйдя в плей-офф национального чемпионата. Кроме этого клуб получил место в первом сезоне Бундеслиги 1963/64. Выступая в Оберлиге, Брунненмайер забил впечатляющие 73 гола в 88 матчах.
В Бундеслиге команда тренера Макса Меркеля продолжила успешно выступать, выиграв кубок Германии в 1964 году. Брунненмайер забил 19 голов в 29 матчах чемпионата, а кроме этого, принёс своему клубу победу в финале кубка против «Айнтрахт Франкфурт» со счётом 2:0.
В следующем сезоне Брунненмайер поднял планку до 24 голов, которые сделали его лучшим бомбардиром в том сезоне. Кроме этого, клуб достиг финала Кубка обладателей кубков 1965, который прошёл перед 100-тысячной публикой на стадионе «Уэмбли» в Лондоне. Фактически это был выездной матч, так как противником был «Вест Хэм Юнайтед». Вратарь «молотов» Джим Станден сделал хороший сейв после удара Брунненмайера, и в конечном итоге два гола Алана Сили принесли англичанам победу.
В 1964—1965 годы Брунненмайер также сыграл пять матчей за сборную Германии. Он забил три гола в этих играх.
В 1966 году «шестидесятники» выиграли первый и единственный чемпионский титул в своей истории. Петер Гроссер и Ханс Ребеле были ключевыми игроками атаки, благодаря которой и прославился клуб. Большую роль в команде играл также югославский вратарь Петар Раденкович, один из первых звёздных футболистов в Бундеслиге. Такие игроки, как Луттроп и Рейх, были лидерами защиты, среди других выдающихся игроков были Альфред Хейс, Фридхельм Коницка, Вилфрид Коларс и Ханс Кюпперс.
Однако Брунненмайер достиг своего пика раньше. В чемпионате он забил только 15 голов —это его самый низкий результат за время игры в «Мюнхене». Клуб опустился в турнирной таблице. Брунненмайер, в свою очередь, стал забивать всё меньше и меньше: семь голов по итогам 1966/67 сезона, а в последнем сезоне со «львами» ограничился лишь одним голом в 12 матчах.
Брунненмайер забил 66 голов в 119 матчах Бундеслиги, этот результат остаётся клубным рекордом, а Руди считается одним из величайших форвардов в истории «Мюнхен 1860».

### Дальнейшая жизнь
После расставания с «Мюнхеном» он сначала в течение четырёх лет играл за «Ксамакс» в чемпионате Швейцарии, затем провёл один сезон в «Цюрихе».
С 1973 по 1977 год он играл за «Брегенц» в Австрии, прежде чем провести ещё три года в любительском клубе «Бальцерс» из Лихтенштейна.
По окончании карьеры игрока Брунненмайер испытывал проблемы из-за склонности к злоупотреблению алкоголем, которая в конечном итоге привела к обнищанию. Иногда он находил себе работу и временно переставал пить. В конце концов, 18 апреля 2003 года он умер от проблем, связанных с алкоголем.
Его похороны проходили под большим вниманием общественности. Игроки чемпионского состава 1966 года и многие фанаты отдали последнюю дань звезде «Мюнхен 1860».

## Достижения
- Лучший бомбардир чемпионата ФРГ: 1965
- Лучший бомбардир в истории «Мюнхен 1860»: 173 гола

## Статистика выступлений
| Клуб                 | Сезон            | Лига | Лига | Кубки | Кубки | Еврокубки | Еврокубки | Итого | Итого |
| Клуб                 | Сезон            | Игры | Голы | Игры  | Голы  | Игры      | Голы      | Игры  | Голы  |
| -------------------- | ---------------- | ---- | ---- | ----- | ----- | --------- | --------- | ----- | ----- |
| Мюнхен 1860          | 1960/61          | 29   | 23   | ?     | ?     | 0         | 0         | 29+   | 23+   |
| Мюнхен 1860          | 1961/62          | 30   | 25   | 2+    | 3+    | 0         | 0         | 32+   | 28+   |
| Мюнхен 1860          | 1962/63          | 35   | 30   | 2+    | ?     | 0         | 0         | 37+   | 30+   |
| Мюнхен 1860          | 1963/64          | 29   | 19   | 5     | 5     | 0         | 0         | 34    | 24    |
| Мюнхен 1860          | 1964/65          | 30   | 24   | 3     | 1     | 9         | 4         | 42    | 29    |
| Мюнхен 1860          | 1965/66          | 27   | 15   | 1     | 0     | 5         | 4         | 33    | 19    |
| Мюнхен 1860          | 1966/67          | 21   | 7    | 1     | 0     | 4         | 2         | 26    | 9     |
| Мюнхен 1860          | 1967/68          | 12   | 1    | 1     | 0     | 7         | 2         | 20    | 3     |
| Мюнхен 1860          | Итого            | 213  | 144  | 24    | 17    | 25        | 12        | 262   | 173   |
| Ксамакс              | 1968/69          | 18   | 11   | 2     | 0     | -         | -         | 20    | 11    |
| Ксамакс              | 1969/70          | 25   | 22   | 5     | 2     | -         | -         | 30    | 24    |
| Ксамакс              | 1970/71          | 25   | 17   | 1     | 1     | -         | -         | 26    | 18    |
| Ксамакс              | 1971/72          | 20   | 9    | 2     | 3     | -         | -         | 22    | 12    |
| Ксамакс              | Итого            | 88   | 59   | 10    | 6     | 0         | 0         | 98    | 65    |
| Цюрих                | 1972/73          | 20   | 5    | 8     | 0     | 3         | 0         | 31    | 5     |
| Цюрих                | Итого            | 20   | 5    | 8     | 0     | 3         | 0         | 31    | 5     |
| Форарльберг          | 1973/74          | 19   | 1    | 1     | 0     | 3         | 0         | 23    | 1     |
| Форарльберг          | 1974/75          | 17   | 2    | 4     | 2     | -         | -         | 21    | 4     |
| Форарльберг          | Итого            | 36   | 3    | 5     | 2     | 3         | 0         | 44    | 5     |
| Шварц-Вайс (Брегенц) | 1975/76          | ?    | ?    | 0     | 0     | -         | -         | ?     | ?     |
| Шварц-Вайс (Брегенц) | 1976/77          | ?    | 0    | 0     | 0     | -         | -         | ?     | 0     |
| Шварц-Вайс (Брегенц) | Итого            | ?    | ?    | 0     | 0     | 0         | 0         | ?     | ?     |
| Всего за карьеру     | Всего за карьеру | 357+ | 211+ | 47    | 25    | 31        | 12        | 435+  | 248+  |